# Montana Amazon
Montana Amazon es una película independiente protagonizada por Olympia Dukakis, Haley Joel Osment, Alison Brie y Haley Pullos que cuenta la historia de una abuela loca a la fuga con dos adolescentes. Fue escrita por Paul Hughen, dirigida por D. G. Brock y producida por Bruce Stubblefield.
Se estrenó en el Festival de Cine de Orlando el viernes 5 de noviembre de 2010 y en el 7 º Festival de Cine de Gran Manzana el 6 de noviembre de 2010, donde ganó el premio como la Mejor Película. La actriz Alison Brie ganó el premio como la Mejor Interpretación de Reparto por Montana Amazon en el Festival de Cine de Orlando.

## Sinopsis
Los Dunderheads son una excéntrica familia de Montana que lleva demasiado tiempo en las montañas. Ahora van a la fuga, un paso por delante de la ley, Ira, una abuela demente va huyendo dirección a Canadá con sus dos nietos en plena adolescencia, a través del oeste de Estados Unidos en lo que será un choque cómico con el mundo convencional.

## Reparto
| Actor               | Personaje         |
| ------------------- | ----------------- |
| Olympia Dukakis     | Ira Dunderhead    |
| Haley Joel Osment   | Womple Dunderhead |
| Alison Brie         | Ella Dunderhead   |
| Veronica Cartwright | Margaret          |
| Ellen Geer          | Vernice           |
| Lew Temple          | Trevor            |
| Angel Oquendo       | Panicky Richard   |

## Recepción
La película finalizada se estreno en octubre del 2012 en Los Angeles Femme International Film Festival donde su director, D.G. Brock, gano el Premio a Mejor Director de película. La película fue mostrada teátricamente en casas de arte a lo largo del sur por el Southern Circuit en marzo y abril de 2013. Fue mostrada en The Startz Movie Channels desde 2013 hasta agosto de 2014.